# Grand Canyon (Kurzfilm)
Grand Canyon ist ein US-amerikanischer Kurzfilm von James Algar aus dem Jahr 1958. Er wurde von Walt Disney produziert.

## Handlung
Der Film beginnt mit dem Aufschlagen eines Notenblatts. Es zeigt Noten des ersten Satzes Painted Desert & Sunrise der Grand Canyon Suite. Zur Musik folgen Aufnahmen des Grand Canyon in der Morgensonne mit Bergen, die in gelbem Licht erscheinen. Luftaufnahmen eines Regenbogens leiten zu Szenen auf dem Wasser über, die mit Bildern von Stromschnellen und Wasserwirbeln enden. Es folgt der Satz On the Trail mit Raubkatzen, die Mäuse und Wild jagen, Spinnen, Schlangen und Stinktieren, die auf ihre Weise zu überleben versuchen, sowie schließlich dem Blätterfall im Herbst.
Cloudburst zeigt imposante Wolkenformationen, schnell ziehende Wolken sowie den Übergang von Sonne zu heftigem Gewitter und dem Schneetreiben im Winter. Am Ende liegt der Grand Canyon ruhig da, überzogen von einer Schneedecke. Sunset & Finale zeigt den Wandel der Landschaft vom Winter zum Frühling, das Blühen der Blumen und Kakteen sowie den Adler, dem gerade so ein junger Hase entkommen kann. Der Adler setzt zum Flug an und die Kamera folgt ihm, mit Luftaufnahmen des Grand Canyon. Die Sonne geht unter und taucht die Landschaft ins Dunkel.

## Produktion
Grand Canyon zeigt Bilder des Grand Canyon zur Grand Canyon Suite von Ferde Grofé. Es spielt das Orchester Kurt Graunke, dirigiert von Friedrich Stärk (als Frederick Stark). Der Farbfilm wurde in Cinemascope realisiert. Er entstand in Kooperation mit dem National Park Service Grand Canyon National Park und dem Arizona-Sonora Desert Museum. Die Animationseffekte stammen von Art Riley. Der Film wurde am 17. Dezember 1958 erstveröffentlicht. Er lief zudem am 29. Januar 1959 in Kombination mit Dornröschen in den US-amerikanischen Kinos an.

## Auszeichnungen
Grand Canyon gewann 1959 den Oscar in der Kategorie Bester Kurzfilm.